# Bibel (tidskrift)
Bibel var namnet på en svensk livsstils- och modetidskrift. Första numret utkom 1998 och tidskriften lades ner 2000. Tidningen ägdes av ett mindre dotterförlag till Bonnier, Fanzine Media, som även gav ut tidningen Pop. Tidskriften formgavs av Stefania Malmsten.
Chefredaktör var Martin Jönsson, bland annat arbetade följande i dag namnkunniga skribenter för tidningen: Fredrik Strage, Martin Gelin, Andres Lokko, Annina Rabe, Pietro Maglio, Terry Ericsson, Anna Hellsten och Karolina Ramqvist. Filmredaktör var Sami Kallinen och moderedaktör Maria Ben Saad.